# Bisbat de Verdun

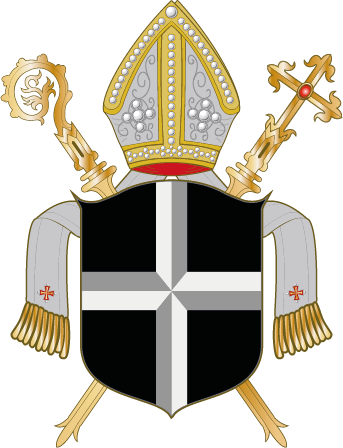
Escut de la diòcesi

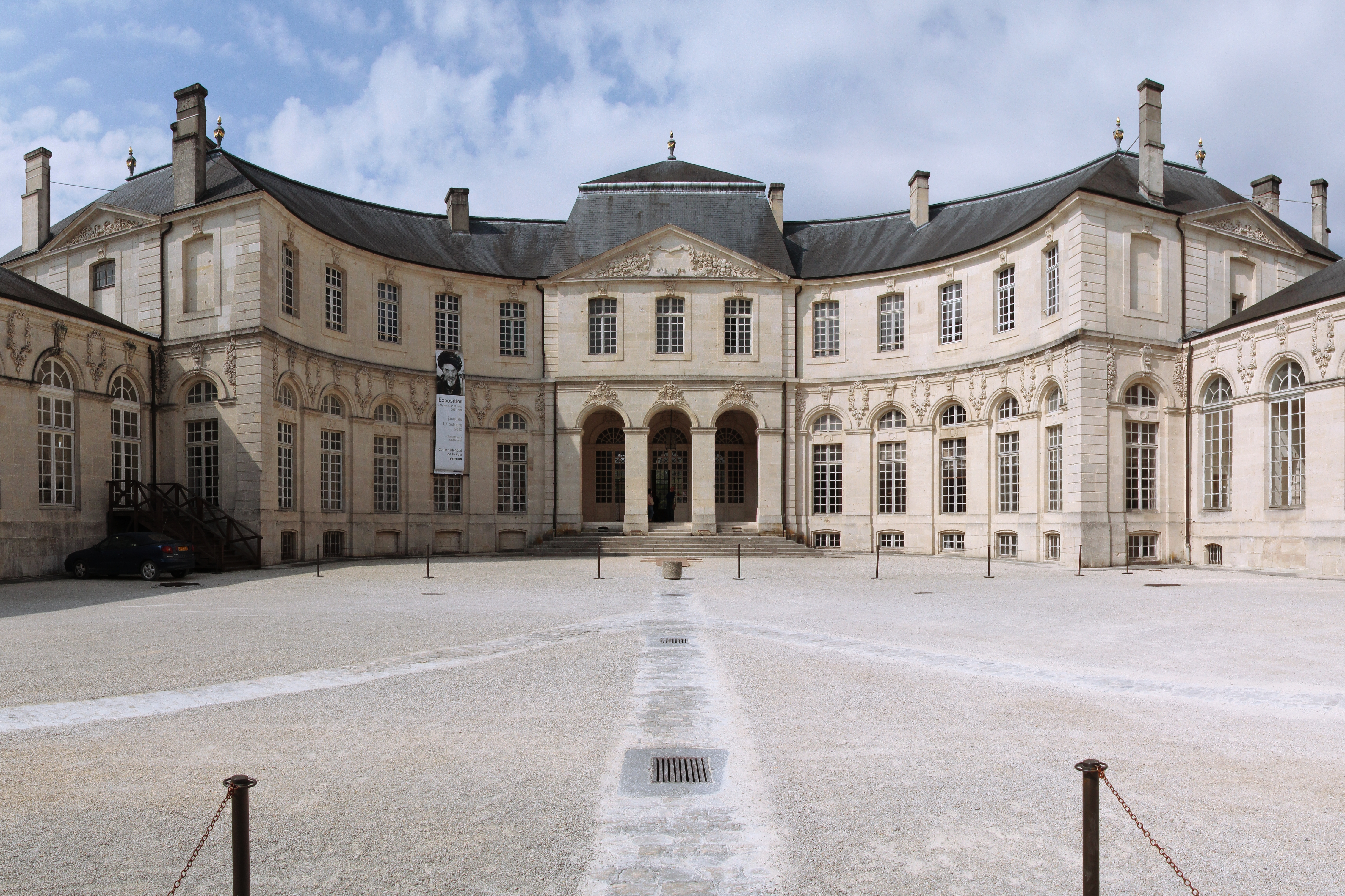
L'ex palau episcopal de Verdun, construït en temps del bisbe Charles-François d'Hallencourt (1725), seu dels bisbes fins al 1993; avui seu del Centre mondial de la Paix, des Libertés et des Droits de l'Homme.

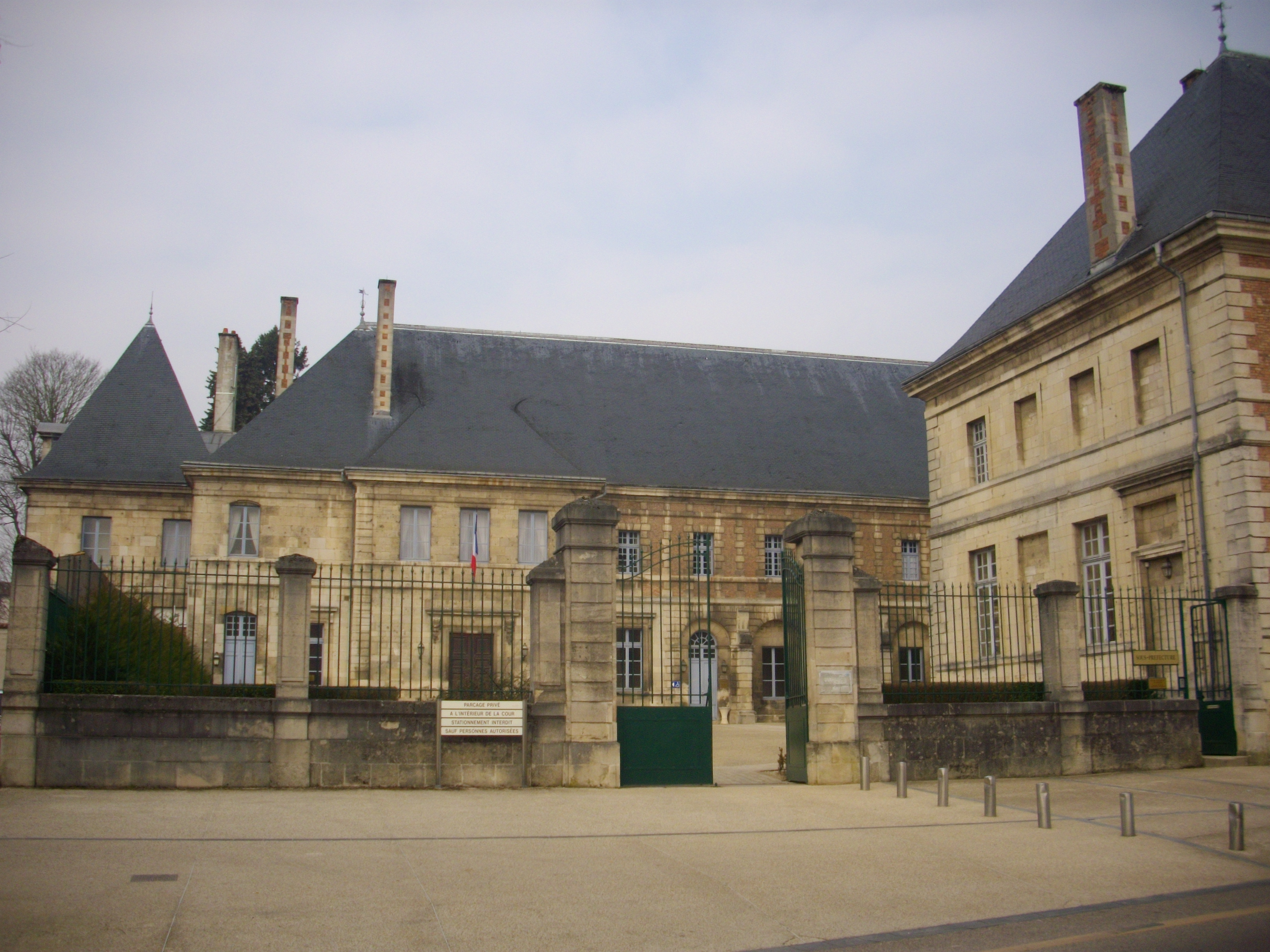
L'ex abadia Saint-Paul de Verdun, fundada el pel bisbe Wicfrido, reconstruïda en diverses ocasions, i avui seu de la sots-prefectura del Mosa i del palau de justícia.

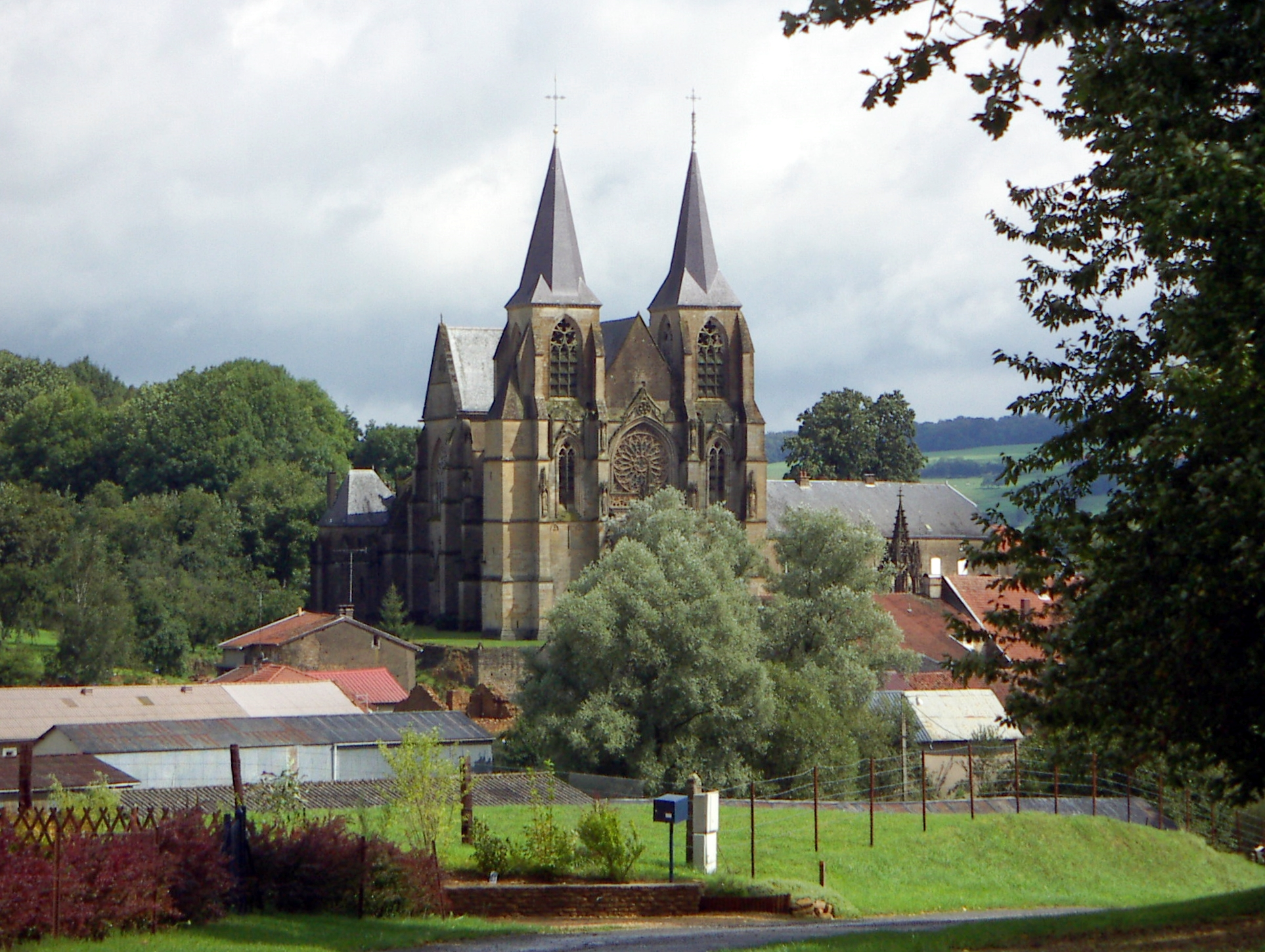
La basílica Notre-Dame d'Avioth del.

El bisbat de Verdun (francès: Diocèse de Verdun, llatí: Dioecesis Virodunensis) és una seu de l'Església Catòlica a França, sufragània de l'arquebisbat de Besançon. El 2014 tenia 173.300 batejats sobre una població de 197.700 habitants. Actualment està regida pel bisbe Jean-Paul Gusching.

## Territori
La diòcesi comprèn el departament francès del Mosa.
La seu episcopal és la ciutat de Verdun, on es troba la catedral de Nostra Senyora; a Avioth es troba la basílica menor de Notre-Dame.
El territori s'estén sobre 6.211 km², i està dividit en 515 parròquies, agrupades en 5 vicariats.

## Història
La diòcesi es va erigir al segle iv. El primer bisbe històricament documentat és Santino, la signatura del qual apareix en el document elaborat el 346 amb el qual, en el pseudo-concili de Colònia, a un grup de bisbes va prendre la decisió del Concili de Sardica a favor d'Atanasi. Després d'ell, els antics catàlegs episcopals informen una sèrie de bisbes coneguts només per la Gesta episcoporum Virdunensium (a principis del segle ix); després d'ells destaca el bisbe sant Desiderat, que va participar en els concilis d'Auvernia, el 535 i d'Orléans en 549.
Virodunum era la capital i el centre administratiu de la civitas Virodunensium a la província romana de la Gàl·lia Belga prima, com ho demostra la Notitia Galliarum de principis del segle v. Des del punt de vista religiós, com el civil, Verdun depenia de la província eclesiàstica de l'arxidiòcesi de Trèveris, seu metropolitana provincial.
Des de principis del segle x, Verdun i la seva diòcesi van passar a formar part del Sacre Imperi Romanogermànic. El 997 l'emperador Otó III va concedir als bisbes de Verdun el títol de prínceps-bisbes de l'Imperi; no obstant això, els bisbes van cedir l'administració temporal del principat eclesiàstic als comtes de Verdun, una funció que amb el temps es va convertir en hereditària. El principat va sobreviure fins a l'any 1552, quan va ser ocupat per tropes franceses, i més tard es va annexionar al regne francès amb la pau de Westfàlia en 1648.
El 990 el bisbe Heimon va construir una nova catedral, que va ser ampliada al segle xii i consagrada pel papa Eugeni III en 1147.
La fundació del seminari diocesà es deu al bisbe Armand de Monchy d'Hocquincourt; els cursos de teologia van començar al Palau Episcopal el desembre de 1678.
L'inici de la revolució, la diòcesi incloïa prop de 194 parròquies, agrupades en 4 ardiconats (la Princerie, Argonne, la Woëvre i Rivière) i 9 decanats.
Després del concordat del 29 de novembre de 1801 amb la butlla Qui Christi Domini del papa Pius VII, la diòcesi va ser suprimida i el seu territori es va fusionar amb el de la diòcesi de Nancy.
Al juny de 1817 es va signar un nou concordat entre la Santa Seu i el govern francès, seguit de la butlla Commissa divinitus del 27 de juliol, amb la qual el papa va restaurar la seu de Verdun. No obstant això, atès que l'acord no va entrar en vigor, ja que no va ser ratificat pel Parlament de París, aquesta erecció no va tenir efecte; com a conseqüència, el ja nomenat bisbe, Guillaume-Aubin de Villèle, mai no va poder prendre possessió de la seva seu.
La diòcesi es va restablir de forma permanent, com a sufragània de l'arxidiòcesi de Besançon del 6 d'octubre de 1822 amb la butlla Paternae charitatis del Papa Pius VII. El territori diocesà antic es fa coincidir amb el territori del departament de Mosa; per a això es van transferir 15 parròquies a la diòcesi de Metz, però contextualment van ser adquirides un alt nombre de parròquies de la diòcesi de Toul (199 parròquies), Metz (12 parròquies), Trèveris (45 parròquies), Reims (40 parròquies) i Châlons (17 parròquies). Per tant, la nova diòcesi es trobà sent considerablement més gran que el de l'Antic Règim, arribant a la xifra de gairebé 500 parròquies.
El Papa Pius X amb el breu de 19 de desembre de 1906 va concedir al bisbe de Verdun i els seus successors el privilegi de portar el pal·li.

## Cronologia episcopal
- Sant Santino[4] † (citat el 346)
- Mauro †
- Salvino †
- Aratore †[5]
- Sant Pulcronio †
- Sant Possessore †
- Sant Firmino †[6]
- Sant Vitone di Verdun †[7]
- Sant Desiderato † (abans del 535 - després del 549)
- Sant Agerico † (abans del 584 - 588 mort)
- Carimiro † (588 - després del 614)
- Sant Ermenfredo †[8]
- Godone † (abans del 627 - després del 637 o 638)[9]
- Sant Paolo † (citat després del 641)
- Gisloaldo † (abans de febrer de 648 - després del 663)
- Gereberto †
- Armonio † (citat el 702)
- Agreberto †
- Bertalamio †
- Abbone †
- Peppone † (a l'època de Carles Martel)[10]
- Voschiso †
- Agronio †
- Madalveo † (vers 754 - després de novembre de 775)
- Pietro † (781 - vers 806 mort)
- Anstranno †[11]
- Erilando †[12]
- Ilduino † (abans del 829 - 13 de gener de 847 mort)
- Attone † (847 - 1 de gener de 870 mort)
- Bernardo † (abans del 25 de juny de 870 - 31 de desembre de 879 mort)
- Dadone † (inicis del 880 - 923 mort)
- Ugo I † (923 - 925 deposat)
- Bernoino † (925 - 939 mort)
- Berengario † (939 - després del 956 mort)[13]
- Wicfrido † (962 - 31 d'agost de 983 mort)
- Ugo II † (citat el 984)
- Adalberone I † (7 de setembre de 984 - 16 d'octubre de 984 nomenat bisbe de Metz)
- Adalberone II † (3 de gener de 985 - 18 d'abril de 988 mort)
- Heimon † (988 - 21 d'abril de 1024 mort)
- Reginbert † (1024 - 29 d'abril de 1039 mort)
- Richard † (1039 - 7 de novembre de 1046 mort)
- Thierry † (1046 - 28 d'abril de 1089 mort)
- Richer (Richhar) † (1089[14] - 8 de març de 1107 mort)
- Richard de Grandpré † (1107 - 1114 mort)
  - Mazon † (1114 - 1117) (administrador apostòlic)
- Henri de Blois, O.S.B. † (1117 - 1129 renuncià)
- Ursion † (1129 - 1131 renuncià)
- Albéron de Chiny † (19 d'abril de 1131 - 1156 jubilat)
- Albert de Mercy † (abans del 15 d'agost de 1156 - 14 d'abril de 1162 mort)
- Richard de Crisse † (1163 - 1171 mort)
- Arnoul de Chiny † (1172 - 14 d'agost de 1181 mort)
- Henri de Castel † (1181 - 1186 deposat)
- Albert de Hierges † (1186 - 25 de juliol de 1208 mort)
- Robert de Grandpré † (d'agost de 1208 - 25 d'agost de 1217 mort)
- Jean d'Apremont † (1217 - 17 de novembre de 1224 nomenat bisbe de Metz)
- Raoul de Torote † (1224 - 21 d'abril de 1245 mort)
- Guy de Traignel † (1245 - 1245[15] mort)
- Guy de Mellote † (21 d'agost de 1245 - 9 de febrer de 1247 nomenat bisbe d'Auxerre)
- Jean de Aix † (1247 - 10 d'agost de 1252 mort)
- Jacques Pantaléon † (18 de desembre de 1253 - 9 d'abril de 1255 nomenat patriarca de Jerusalem, posteriorment elegit papa amb el nom d'Urbà IV)
- Robert de Médidan † (5 d'octubre de 1255 - 7 de setembre de 1271 mort)
- Ulrich de Sarvay † (28 d'octubre de 1271 - 24 de febrer de 1273 mort)
- Gérard de Gransee † (1275 - novembre de 1278 mort)
  - Sede vacante (1278-1284)
- Henri de Grançon (o Grandson) † (10 de juny de 1284 - 11 de juny de 1286 mort)
  - Sede vacante (1286-1289)
- Jacques de Ruvigny † (13 de desembre de 1289 - 1296 mort)
- Jean de Richericourt † (11 de març de 1297 - 31 de març de 1302 mort)
- Thomas de Blankenberg † (8 de juliol de 1303 - 23 de juny de 1305 mort)
- Nicolas de Neuville † (27 d'agost de 1310 - 1312 renuncià)
- Henri de Aspremont † (23 de juny de 1312 - 5 de gener de 1350 mort)
- Otton de Poitiers, O.S.B. † (12 de febrer de 1350 - 1351 renuncià)
- Hugues de Bar † (4 de juliol de 1351 - 13 d'agost de 1361 mort)
- Jean de Bourbon-Montperoux † (8 d'abril de 1362 - 28 de febrer de 1371 o 1372 mort)
- Jean de Dampierre Saint Dizier † (19 d'abril de 1372 - 4 de maig de 1375 mort)
- Guy de Roye † (28 de maig de 1375 - 27 de maig de 1381 nomenat bisbe de Dol)
- Leobald de Cousance † (5 de juliol de 1381 - 4 de maig de 1404 mort)
- Jean de Sarrebruck † (2 de juliol de 1404 - 10 de gener de 1420 nomenat bisbe de Châlons)
  - Louis de Bar † (10 de gener de 1420 - 3 de març de 1423 renuncià) (administrador apostòlic)
- Raymond † (20 de març de 1423 - 1423 renuncià)
- Guillaume de Montjoie † (25 de juliol de 1423 - 14 de febrer de 1424 nomenat bisbe de Béziers)
  - Louis de Bar † (14 de febrer de 1424 - 23 de juny de 1430 mort) (administrador apostòlic, per segona vegada)
- Louis de Haraucourt † (31 de juliol de 1430 - 17 de maig de 1437 nomenat bisbe de Toul)
- Guillaume Fillatre, O.S.B. † (17 de maig de 1437 - 28 de gener de 1449 nomenat bisbe de Toul)
- Louis de Haraucourt † (28 de gener de 1449 - 4 d'octubre de 1456 mort) (per segona vegada)
- Guillaume de Haraucourt † (7 de febrer de 1457 - 20 de febrer de 1500 mort)
- Warry de Dommartin † (20 de febrer de 1500 - 7 de juliol de 1508 mort)
- Luigi di Lorena † (18 de setembre de 1508 - 1522 renuncià)
  - Giovanni di Lorena † (9 de desembre de 1523 - 4 de juny de 1544 renuncià) (administrador apostòlic)
- Nicola di Lorena † (4 de juny de 1544 - 1547 renuncià)
- Nicolas Psaume, O.Praem. † (13 de juny de 1548 - 10 d'agost de 1575 mort)
- Nicolas Bousmard † (27 de febrer de 1576 - 10 d'abril de 1584 mort)
- Carles de Lorena † (7 de gener de 1585 - 30 d'octubre de 1587 mort)
- Nicolas Boucher † (30 de març de 1588 - 19 d'abril de 1593 mort)
- Éric di Lorena † (9 de juny de 1593 - 1610 jubilat)
- Carlo di Lorena † (19 d'octubre de 1610 - d'abril de 1622 jubilat)
  - Francesco di Lorena † (1 de juny de 1623 - 11 de juliol de 1661 mort) (bisbe electe)
  - Sede vacante (1661-1668)
- Armand de Monchy d'Hocquincourt † (27 de febrer de 1668 - 29 d'octubre de 1679 mort)
- Hippolyte de Béthune † (23 de juny de 1681 - 24 d'agost de 1720 mort)
- Charles-François d'Hallencourt de Dromesnil † (1 de juny de 1722 - 16 de març de 1754 mort)
- Aymard-Chrétien-François-Michel de Nicolay † (20 de maig de 1754 - 9 de desembre de 1769 mort)
- Henri-Louis-René Des Nos † (12 de març de 1770 - 2 de setembre de 1793 mort)
  - Sede vacante (1793-1801)
  - Sede soppressa (1801-1822)
  - Guillaume-Aubin de Villèle † (1 d'octubre de 1817 - 8 de juliol de 1820 nomenat bisbe de Soissons) (bisbe electe)
- Etienne-Bruno-Marie d'Arbou † (16 de maig de 1823 - 13 de març de 1827 renuncià)
- François-Joseph de Villeneuve-Esclapon † (9 d'abril de 1827 - 14 de novembre de 1831 mort)
- Placide-Bruno Valayer † (17 de desembre de 1832 - 2 d'abril de 1837 renuncià)
- Augustin-Jean Le Tourneur † (19 de maig de 1827 - 26 de gener de 1844 mort)
- Louis Rossat † (17 de juny de 1844 - 24 de desembre de 1866 mort)
- Augustin Hacquard † (27 de març de 1867 - 31 de maig de 1884 mort)
- Jean-Natalis-François Gonindard † (27 de març de 1885 - 26 de maig de 1887 nomenat arquebisbe coadjutor de Rennes amb el títol de Sebaste)
- Jean-Pierre Pagis † (26 de maig de 1887 - 29 de març de 1901 renuncià)
- Louis-Ernest Dubois † (18 d'abril de 1901 - 30 de novembre de 1909 nomenat arquebisbe de Bourges)
- Jean-Arthur Chollet † (13 d'abril de 1910 - 21 de novembre de 1913 nomenat arquebisbe de Cambrai)
- Charles-Marie-André Ginisty † (11 de març de 1914 - 7 de gener de 1946 mort)
- Marie-Georges Petit † (7 de gener de 1946 - 31 d'agost de 1963 jubilat)
- Pierre-Francis-Lucien-Anatole Boillon † (31 d'agost de 1963 - 8 de juliol de 1986 jubilat)
- Marcel Paul Herriot † (25 de maig de 1987 - 29 d'abril de 1999 nomenat bisbe de Soissons)
- François Paul Marie Maupu (9 de març de 2000 - 3 de juliol de 2014 jubilat)
- Jean-Paul Gusching, des del 3 de juliol de 2014

## Estadístiques
A finals del 2014, la diòcesi tenia 173.300 batejats sobre una població de 197.700 persones, equivalent al 87,7% del total.
| any  | població | població | població | sacerdots | sacerdots       | sacerdots       | sacerdots             | diaques | religiosos | religiosos | parròquies |
| ---- | -------- | -------- | -------- | --------- | --------------- | --------------- | --------------------- | ------- | ---------- | ---------- | ---------- |
| any  | batejats | total    | %        | total     | clergat secular | clergat regular | batejats por sacerdot | diaques | homes      | dones      |            |
| 1950 | 180.000  | 188.786  | 95,3     | 330       | 319             | 11              | 545                   |         | 11         | 380        | 451        |
| 1970 | 207.000  | 209.513  | 98,8     | 261       | 238             | 23              | 793                   |         | 27         | 219        | 578        |
| 1980 | 200.430  | 203.904  | 98,3     | 215       | 202             | 13              | 932                   | 1       | 13         | 200        | 592        |
| 1987 | 193.100  | 200.101  | 96,5     | 181       | 160             | 21              | 1.066                 | 2       | 27         | 148        | 578        |
| 1999 | 170.000  | 190.000  | 89,5     | 110       | 103             | 7               | 1.545                 | 8       | 9          | 98         | 60 (?)     |
| 2000 | 170.000  | 190.000  | 89,5     | 108       | 101             | 7               | 1.752                 | 8       | 9          | 94         | 51 (?)     |
| 2001 | 170.000  | 192.000  | 88,5     | 97        | 92              | 5               | 1.931                 | 8       | 5          | 89         | 57 (?)     |
| 2002 | 170.000  | 192.000  | 88,5     | 88        | 85              | 3               | 1.931                 | 8       | 3          | 90         | 577        |
| 2003 | 170.000  | 192.000  | 88,5     | 79        | 76              | 3               | 2.151                 | 11      | 3          | 87         | 577        |
| 2004 | 170.000  | 192.000  | 88,5     | 78        | 75              | 3               | 2.179                 | 11      | 3          | 82         | 577        |
| 2010 | 170.000  | 193.696  | 87,8     | 57        | 56              | 1               | 2.982                 | 16      | 1          | 62         | 517        |
| 2014 | 173.300  | 197.700  | 87,7     | 53        | 53              |                 | 3.269                 | 15      |            | 43         | 515        |